# Szemelnye
Szemelnye (1899-ig Smilnó, szlovákul: Smilno) község Szlovákiában, az Eperjesi kerület Bártfai járásában.

## Fekvése
Bártfától 15 km-re északkeletre, a lengyel határ közelében található.

## Története
A települést 1250-ben IV. Béla király adománylevelében „Zemelne” alakban említik először, melyben a szemelnyei birtokot a Tekule nembeli István fiainak: Simonnak, Istvánnak és Salamonnak adja. Valószínűsíthető azonban, hogy a település már a 11. században is létezett és ezzel a vidék egyik legősibb települése volt. 1269-ben István ifjabb király és az egri káptalan oklevelében említik „Zelemdene” alakban. A Tekule nemzetség később is birtokos a községben. Már a 13. század végén felépült a falu Szent István király tiszteletére szentelt kora gótikus temploma, mely az átépítések után lényegében a mai napig is fennáll. A templomot és plébánosát az 1332 és 1337 között kelt pápai tizedjegyzék is megemlíti.
1347-ben Demeter fiai Mihály és György tiltakoznak a királynál, mivel Makovica várának kapitánya a birtokaik egy részét elfoglalta. Ebben az okiratban a falu „Scemelnye” néven szerepel. 1355-ben I. Lajos király megerősíti birtokaiban a nemzetséget, egyúttal megbízza az egri káptalant, hogy a szemelnyei uradalom határait jelölje ki. A 14. század második felében azonban a nemzetség mégis elveszíti a szemelnyei birtokot, mert 1364-ben a király a makovicai uradalommal együtt a Czudar családnak adja.
1427-ben az adóösszeírás szerint a faluban a bíró házán kívül még 45 porta volt, melyek a királynak fizették az adót. Később többen elköltöztek a faluból, mert a század második felében csak 24 portát számláltak. Ezzel azonban Szemelnye még mindig a nagyobb falvak közé tartozott. 1492-ben 10 házas jobbágytelke volt, emellett 4 ház üresen állt. A templomnak még a 15. század végén is csak fatornya volt.
1548-ban 4 és fél, 1588-ban 4 portája adózott. 1600-ban 20 háza volt és a század elején újabb jobbágycsaládok költöztek a településre. 1618-ban „Smilna” faluban már 48 házat számláltak. Lakói földműveléssel, állattartással foglalkoztak. A soltész házán kívül templom, plébánia, iskola is állt a faluban, határában két halastó is volt.
A 18. század végén Vályi András így ír róla: „SZMILNO. Szmizsán. Tót falu Sáros Várm. földes Ura Gróf Áspermont Uraság, lakosai többfélék, fekszik Zborónak szomszédságában, és annak filiája; határja meglehetős.”
1831-ben nagy kolerajárvány pusztított, majd ennek nyomán parasztfelkelés tört ki, melyben Szemelnye lakói is részt vettek.
Fényes Elek 1851-ben kiadott geográfiai szótárában így ír a faluról: „Smilnó, tót falu, Sáros vgyében, a makoviczi uradalomban, Zboróhoz 1/2 órányira, 882 romai, 9 g. kath., 10 zsidó lak. Ut. p. Bártfa.”
1873-ban újabb kolerajárvány söpört végig a településen. 1890-től sok lakója vándorolt ki a tengerentúlra. A trianoni diktátum előtt Sáros vármegye Bártfai járásához tartozott.

## Népessége
| Év:            | 1994. | 2004.   | 2014.   | 2024.   |
| -------------- | ----- | ------- | ------- | ------- |
| Emberek száma: | 725   | 713     | 706     | 691     |
| Eltérés:       |       | -1,65 % | -0,98 % | -2,12 % |

| Év:            | 2023. | 2024.   |
| -------------- | ----- | ------- |
| Emberek száma: | 689   | 691     |
| Eltérés:       |       | +0,29 % |

1910-ben 751, többségben szlovák lakosa volt, jelentős lengyel és cigány kisebbséggel.
2001-ben 744 lakosából 732 szlovák volt.
2011-ben 712 lakosából 687 szlovák.

## Nevezetességei
Szent István király tiszteletére szentelt római katolikus temploma 13. századi eredetű, mai formájában 1983-ban épült.

## Külső hivatkozások
- Hivatalos oldal
- E-obce.sk[halott link]
- Községinfó
- Szemelnye Szlovákia térképén
- Térkép
- Nem hivatalos oldal Archiválva 2008. december 26-i dátummal a Wayback Machine-ben
- A plébánia honlapja